# Sì
"Sì" (português: "Sim") foi o título da canção que representou a Itália no Festival Eurovisão da Canção 1974, que terminou em segundo lugar atrás da canção sueca "Waterloo" cantado pelos ABBA. A canção tinha letra e música de Mario Panzeri, Daniele Pace, Lorenzo Pilat and Corrado Conti. Foi interpretada em italiano por Gigliola Cinquetti. Ela gravou várias versões em inglês ("Go (before you break my heart"), francês ("Lui"), alemão ("Ja") e castelhano ("Sí").
Na noite do festival, Cinquetti interpretou a balada com um vestido azul, acompanhada por uma orquestra dirigida pelo maestro Gianfranco Monaldi e de quatro raparigas vestidas com blusas amarelas. A canção é contada na primeira pessoa, onde ela reflete e descreve o seu amor por um homem, e a forma como ela se sente quando ela finalmente diz "Sim" a ele, o que significa que eles podem iniciar o resto das suas vidas juntos. Durante a canção, a palavra "sì" é repetida 16 vezes.
A canção italiana foi a 17.º e última a ser interpretada na noite do evento, a seguir à canção portuguesa "E depois do adeus", interpretada por Paulo de Carvalho.

## Censura
A transmissão da canção foi banida na Itália pela RAI, porque o evento coincidia com campanha para o referendo para modificar a lei do divórcio civil em Itália que teria lugar em 12 de maio de 1974. De referir que os que apoiavam o Sim, pretendiam alterações à referida lei, preconizando restrições ao divórcio (democratas-cristãos, igreja católica e neofascistas), enquanto toda a esquerda apoiava o Não. A maioria a população acabaria por dizer Não e tudo se manteve como estava, foi uma derrota para a igreja católica que investiu tudo para que a população apoiasse o Sim.
A RAI censurou a canção devido ao nome da canção e à letra da canção (que constantemente repetia a palavra  "SÌ" poderia ser acusada de ser uma mensagem subliminar e uma forma de propaganda para influenciar a população italiana para votar "Sim" no referendo. A canção permaneceu censurada na televisão estatal italiana por mais de um mês.
A versão inglesa da canção, "Go (Before You Break My Heart)" alcançou o número 8 do top britânica de singles em junho de 1974.